# Bengt Lind af Hageby
Bengt Ernst August Ludvig Lind af Hageby, född den 25 augusti 1905 i Stockholm, död den 5 augusti 1987, var en svensk sjöofficer (kommendör). Han var ledamot i Kungliga Örlogsmannasällskapet från 1954 samt dess sekreterare 1954–1957.

## Biografi
Bengt Lind af Hageby var son till översten Ernst Lind af Hageby och Agnes Carlström. Han avlade studentexamen 1924 och studerade därefter vid Kungliga Sjökrigsskolan varifrån han avlade officersexamen 1927. Han studerade även vid Gymnastiska Centralinstitutet (GCI) 1929–1930.
Efter några års tjänstgöring i Flottan läste Lind af Hageby stabskursen vid Kungliga Sjökrigshögskolan 1933–1935 och genomförde marinspanarutbildning vid Flygvapnet 1936. Han var 1939–1942 lärare vid Kungliga Sjökrigsskolan och 1941–1943 vid Kungliga Sjökrigshögskolan.
1939 tjänstgjorde han vid den Italienska flottan och var därefter marinattaché i Rom från 1940 till 1941 då han gick in som frivillig i den Finska flottan. Parallellt med detta var han 1940–1943 chef för 1. Torpedbåtsdivisionen. 1944–1945 var han sedan marinattaché i Berlin.
Bengt Lind af Hageby erhöll avsked 1946 men återinträdde i tjänst redan två år senare, 1948. Han blev stabschef vid Sydkustens marindistrikt (MDS) 1954-1957 och därefter marin- och flygattaché i Bonn 1957–1959. 1960 var han chef för den svenska delegationen vid Neutrala nationernas övervakningskommission (NNSC) i Korea och tillträdde vid den tjänstgöringens slut posten som Chef för Sjövärnskåren (C SVK) vilken han upprätthöll till sitt avsked 1965.

## Befordringshistorik
- 1927 - Fänrik
- 1930 - Löjtnant
- 1939 - Kapten
- 1944 - Kommendörkapten av 2. graden
- 1950 - Kommendörkapten av 1. graden
- 1959 - Kommendör

## Utmärkelser
- Riddare av Svärdsorden
- Riddare av Johanniterorden i Sverige
- 4. klass av Finska Frihetskorsets orden med svärd
- Officer av Italienska Sankt Mauritius och Sankt Lazarusorden
- Kommendör av Förbundsrepubliken Tysklands förtjänstorden
- Sjövärnskårens förtjänstmedalj i silver
- Riksförbundet Sveriges lottakårers förtjänstmedalj i silver
- Italienska luftstridskrafternas flygmärke